# Turó dels Collars
El Turó dels Collars és una muntanya de 1.954 metres que es troba al municipi de Montferrer i Castellbò, a la comarca de l'Alt Urgell.